# Câmara Municipal de Vitória
A Câmara Municipal de Vitória é o órgão legislativo do município de Vitória. É composta por 15 vereadores,  apesar do limite constitucional ser 23 vereadores. A data exata de sua fundação é desconhecida, mas sua existência e funcionamento foram atestados em 22 de maio de 1558, por uma carta do donatário Vasco Fernandes Coutinho ao governador-geral Mem de Sá. Dessa forma, a Câmara Municipal de Vitória é uma das primeiras instituições públicas do Espírito Santo.

## História
No Brasil colônia, as câmaras municipais administravam as vilas, exercendo não apenas a função legislativa mas também a executiva e a judiciária. A criação da Câmara Municipal de Vitória foi precedida, portanto, pela fundação da Vila de Vitória. Infelizmente, nenhum documento atesta a data da criação da Câmara Municipal de Vitória ou a fundação de sua vila. Os aniversários do atual município de Vitória são tradicionalmente contados a partir de 8 de setembro de 1551 (quando teria havido uma grande vitória portuguesa contra a resistência indígena), mas a "Villa da Victoria" já era assim nomeada em um documento assinado em 3 de março de 1550 pelo provedor-mor Antônio de Barros, alto funcionário do governo-geral. Ao transferir a Vila do Espírito Santo (fundada por Vasco Fernandes Coutinho onde hoje se encontra Vila Velha) para a povoação na ilha de Duarte de Lemos, o governador-geral do Brasil, Tomé de Souza, estava seguindo instruções de Dom João III para intervir na capitania, que sofria com a resistência indígena. Militar experiente, Duarte de Lemos havia criado a povoação (a começar por sua própria residência, ao lado da Capela de Santa Luzia) numa colina ao fundo da baía, portanto em local muito mais facilmente defensável.
O primeiro documento a mencionar explicitamente a Câmara Municipal de Vitória, datado de 22 de março de 1558, foi uma carta do donatário Vasco Coutinho ao governador-geral do Brasil, Mem de Sá. Nessa carta, Vasco Coutinho agradece a ajuda do governador no combate aos índios tupiniquins, que (além dos franceses) eram uma grave ameaça à segurança da vila. No ano anterior, Fernão de Sá, filho do governador-geral, tinha perdido a vida comandando pessoalmente a Batalha do Cricaré. Na mesma carta, Vasco Coutinho disse que a ameaça indígena era uma reação a bandeiras realizadas com o objetivo de escravizar os índios, e que apesar de ele proibir essas bandeiras a câmara não reconhecia sua autoridade sobre o interior da capitania. Por fim, nessa carta Vasco Coutinho admite necessitar de ajuda do Reino para povoar e desenvolver a capitania, afirmando estar muito velho e doente. Em 1560, de passagem pelo Espírito Santo, Mem de Sá acatou a solicitação do povo de que a Coroa Portuguesa reouvesse a capitania; talvez por isso mesmo, moradores de Vitória se juntaram à expedição de combate à França Antártica, para onde rumava o governador-geral. No mesmo ano, retornando do Rio de Janeiro, Mem de Sá recebeu a renúncia de Vasco Coutinho e, dirigindo-se aos "vereadores, juízes e povo desta capitania", fez capitão Belchior de Azeredo, que teria sido eleito pelo próprio povo. Mais ainda, Mem de Sá condicionou a posse de Belchior de Azeredo a juramento a ser prestado à Câmara e registrado no livro da mesma. Infelizmente, esse livro foi perdido, bem como todos os documentos da Câmara Municipal de Vitória em seus primeiros quase trezentos anos. De qualquer forma, ficou patente o protagonismo político da Câmara Municipal de Vitória, que chegou a limitar os poderes do donatário da capitania.